# Ivan Aralica
Ivan Aralica (n. 10 septembrie 1930, Puljane⁠(d), cantonul Šibenik-Knin, Croația) este un scriitor croat.